# 玛格丽塔-迪萨沃亚
玛格丽塔-迪萨沃亚（義大利語：Margherita di Savoia）是意大利普利亚大区巴列塔-安德里亞-特拉尼省的一个市镇。总面积36.35平方公里，人口12550人，人口密度345.3人/平方公里（2009年）。ISTAT代码为071030。